# Notophthiracarus inenarrabilis
Notophthiracarus inenarrabilis är en kvalsterart som först beskrevs av Wojciech Niedbała 1982.  Notophthiracarus inenarrabilis ingår i släktet Notophthiracarus och familjen Phthiracaridae. Inga underarter finns listade i Catalogue of Life.